# Бріза-ду-Ліш
Бріза-ду-Ліш (порт. Brisa do Lis, «Бриз з річки Ліш») — традиційне португальське тістечко, що вперше з'явилося в місті Лейрія, в монастирі Конвенту-де-Сантана (порт. Convento de Santana). Основними інгредієнтами десерту є мигдаль, цукор та жовтки. Це тістечко послужило основним для бразильського тістечка куіндіма, в якому мигдаль замінений тертим кокосом.